# 日本住活保全協会
一般社団法人 日本住活保全協会（にほんじゅうかつほぜんきょうかい）は、神奈川県厚木市栄町1丁目に本拠を置く家賃保証会社である。

## 概要
2016年10月2日に福岡県福岡市博多区に坂口公彦により設立。
賃貸住宅の家賃保証サービスなどの家賃債務保証事業を行っている。
現在の代表理事は清田一男。

## 沿革
- 2016年（平成28年）10月 - 一般社団法人日本住活保全協会として設立。
- 2022年（令和3年）2月 - 鳥取県米子市に米子支部を設立。

## 事業拠点
- 本部 - 神奈川県厚木市栄町1-1-5 アールアサオカビル5F
- 近畿支部 - 大阪府大阪市淀川区西中島5-7-11　第8新大阪ビル5階503号室
- 中国・四国支部 - 鳥取県米子加茂町2-180　国際ファミリープラザ505号